# 웨슬리 클레어 미첼

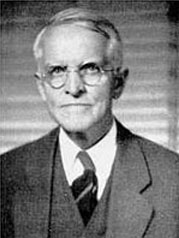

웨슬리 클레어 미첼(Wesley Clair Mitchell, 1874년 8월 5일 - 1948년 10월 29일)은 경기순환에 대한 실증적 연구와 처음 수십 년 동안 전미경제연구소를 지도한 것으로 알려진 미국의 경제학자였다.
미첼은 일리노이 주 러시빌에서 남북전쟁 당시 군의관이던 농부의 둘째이자 장남으로 태어났다. 7명의 자녀와 장애가 있는 아버지가 사업에 대한 욕구를 갖고 있는 가정에서 "경솔함에 가까운" 많은 책임이 장남에게 떨어졌다. 이러한 어려움에도 불구하고 그는 시카고 대학에서 공부하고 1899년에 박사 학위를 받았다.
연구원 및 교사로서의 미첼의 경력은 시카고에서 경제학 강사(1899–1903), 캘리포니아 대학교 버클리에서 조교수(1903–08) 및 경제학 교수(1909–12), 하버드 대학교 방문 강사(1908–09), 강사(1913) 및 컬럼비아 대학교의 정교수(1914–44)를 지나왔다. 1916년에 그는 미국 통계 협회의 회원으로 선출되었다.
미첼의 스승으로는 경제학자 소스타인 베블런과 철학자 존 듀이가 있다.
A History of the Greenbacks 로 출판된 미첼의 논문은 남북 전쟁 에서 연방이 수립한 전환 불가능한 종이 제도의 결과를 고려했다. 그러나 이것과 미국 달러 기준에 따른 금 가격과 임금 에 대한 후속 연구는 미국 경제의 행동에 대한 포괄적인 정량적 설명을 제공했다.
미첼의 남은 생애 동안 그를 사로잡을 다음 프로젝트는 당시 경제학의 큰 문제로 떠오르고 있던 경기순환에 대한 연구와 측정이었다.